# Heinäsaari (ö i Norra Savolax, Kuopio, lat 62,73, long 27,62)
Heinäsaari är en ö i Finland. Den ligger i sjön Iso-Pihlainen och i kommunen Kuopio i den ekonomiska regionen  Kuopio ekonomiska region  och landskapet Norra Savolax, i den centrala delen av landet, 300 km nordost om huvudstaden Helsingfors. Öns area är 0,6 hektar och dess största längd är 130 meter i nord-sydlig riktning.